# 第二泰寮友誼大橋

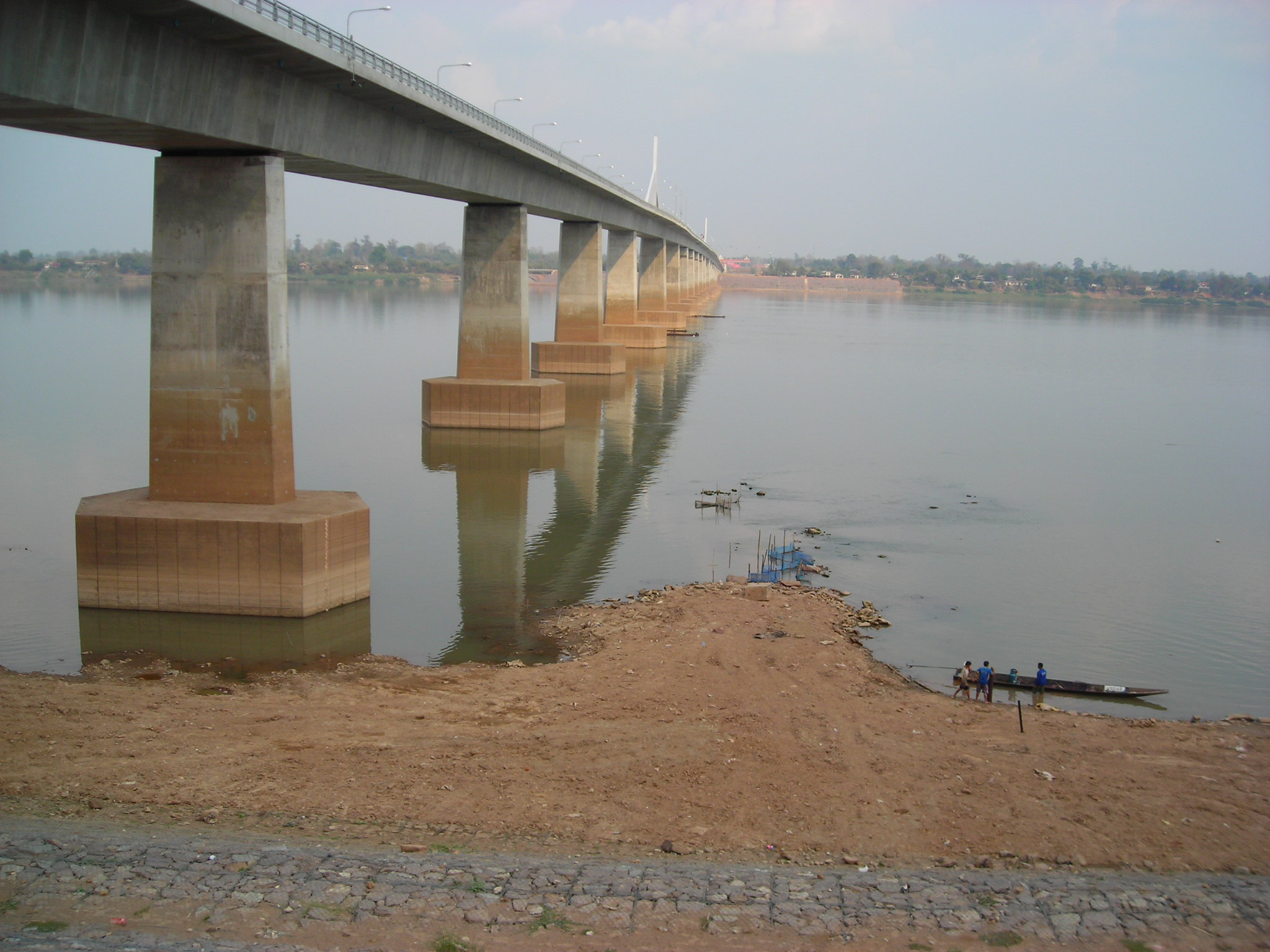
從穆達漢方向所見的第二泰寮友誼大橋

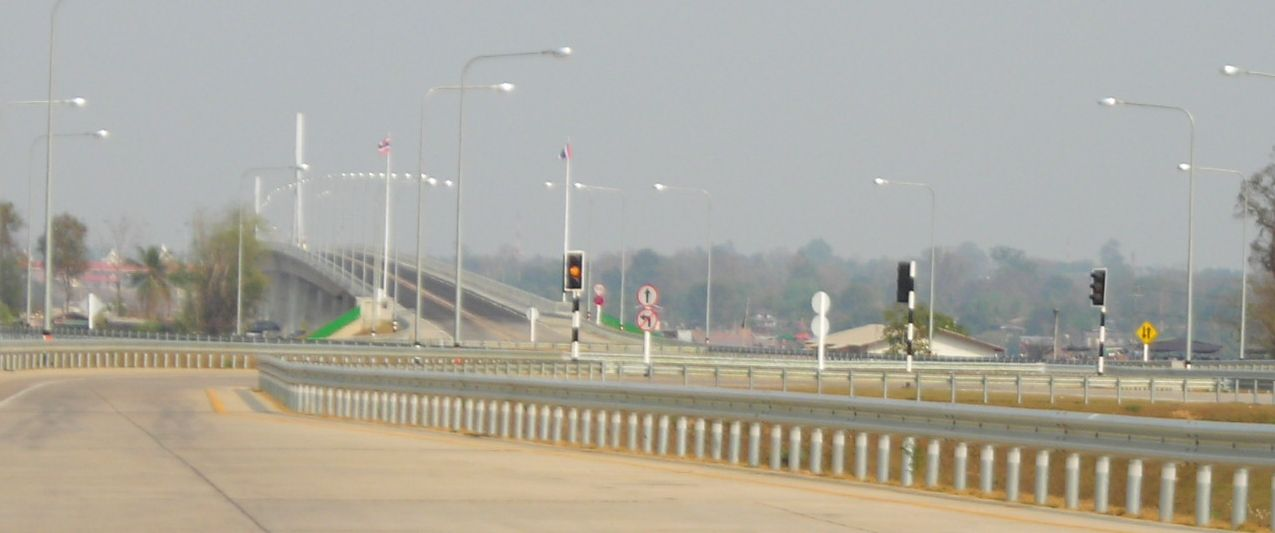
從左駕轉為右駕

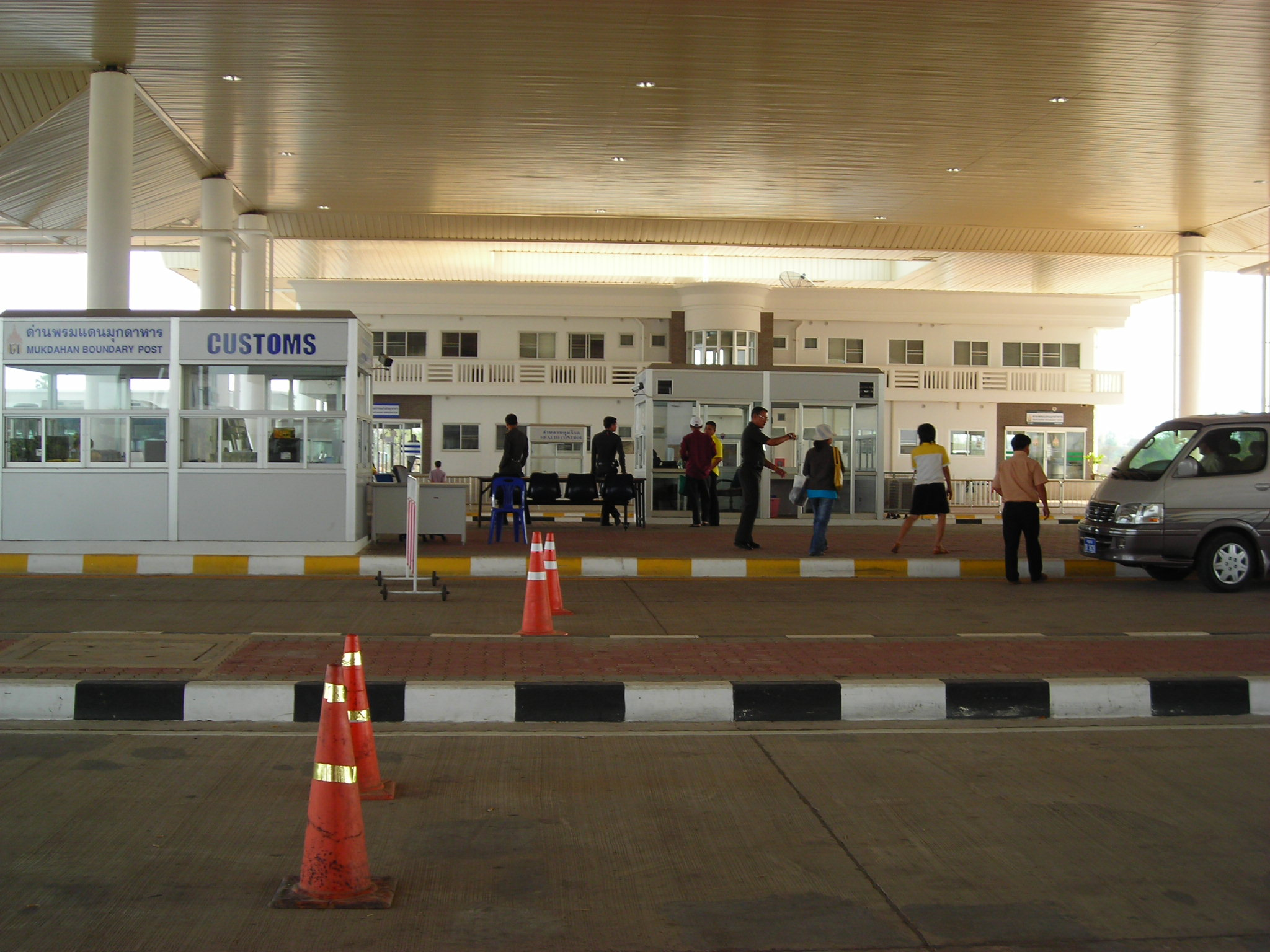
靠近橋的泰方邊境檢查站

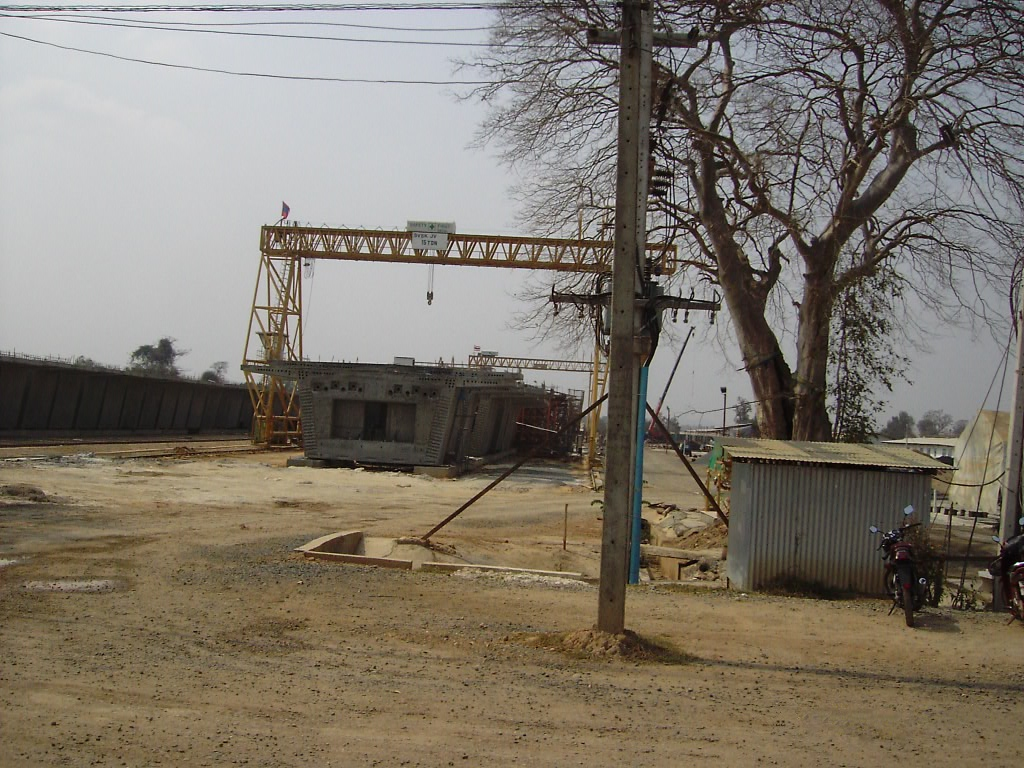
組建中的箱型樑部件，左側另有快要完成的箱型樑

第二泰寮友誼大橋(泰語發音：[sàpʰaːn míttràpʰâːp tʰaj laːw hɛ̀ŋ tʰîː sɔ̌ːŋ])跨越湄公河，連接泰國的穆達漢與寮國的沙灣拿吉。此橋長1600公尺，寬12公尺，共有2車道。
橋上通行方向靠右行駛，與寮國相同，而泰國則靠左行駛，橋在泰國端進行行駛方向轉換。
橋的建造費用為25億 泰銖，資金大多來自日本貸款。2006年12月9日舉行正式的通車典禮，而2007年1月9日才對外開放行駛。

## 外部連結
- Bridge Failure Database

16°36′04″N 104°44′09″E / 16.60111°N 104.73583°E